# Lista över fornlämningar i Gotlands kommun (Roma)
Lista över fornlämningar i Gotlands kommun (Roma) är en förteckning av ett urval av de fornlämningar som finns i Roma i Gotlands kommun.
| Namn                     | Lämningstyp                      | Tillkomsttid | Historisk indelning | Plats | Läge                 | ID-nr          | Bild                                      |
| ------------------------ | -------------------------------- | ------------ | ------------------- | ----- | -------------------- | -------------- | ----------------------------------------- |
| Roma 17:1                | Gravfält                         |              | Roma, Gotland       |       | 57.532838, 18.392099 | 10095800170001 | Ladda upp en bild av detta fornminne      |
| Roma 22:1                | Stensättning                     |              | Roma, Gotland       |       | 57.533771, 18.388469 | 10095800220001 | Ladda upp en bild av detta fornminne      |
| Roma 25:1                | Hällristning                     |              | Roma, Gotland       |       | 57.544507, 18.430288 | 11100000001331 | Ladda upp en bild av detta fornminne      |
| Roma 31:1                | Stensättning                     |              | Roma, Gotland       |       | 57.497178, 18.475775 | 10095800310001 | Ladda upp en bild av detta fornminne      |
| Roma 31:2                | Grav markerad av sten/block      |              | Roma, Gotland       |       | 57.497222, 18.475827 | 10095800310002 | Ladda upp en bild av detta fornminne      |
| Roma kloster (Roma 36:1) | Kloster                          |              | Roma, Gotland       |       | 57.516322, 18.460130 | 10095800360001 | Ladda upp en till bild av detta fornminne |
| Roma 37:1                | Husgrund, förhistorisk/medeltida |              | Roma, Gotland       |       | 57.515862, 18.460499 | 10095800370001 | Ladda upp en till bild av detta fornminne |
| Roma 49:1                | Stensättning                     |              | Roma, Gotland       |       | 57.544741, 18.447259 | 10095800490001 | Ladda upp en bild av detta fornminne      |
| Roma 56:1                | Hällristning                     |              | Roma, Gotland       |       | 57.526922, 18.462543 | 10095800560001 | Ladda upp en bild av detta fornminne      |
| Roma 62:1                | Gravfält                         |              | Roma, Gotland       |       | 57.544202, 18.445827 | 10095800620001 | Ladda upp en bild av detta fornminne      |
| Roma 72:1                | Hällristning                     |              | Roma, Gotland       |       | 57.511389, 18.449222 | 11100000001332 | Ladda upp en till bild av detta fornminne |
| Roma 74:1                | Stensättning                     |              | Roma, Gotland       |       | 57.532368, 18.392504 | 10095800740001 | Ladda upp en bild av detta fornminne      |
| Roma 79:1                | Husgrund, förhistorisk/medeltida |              | Roma, Gotland       |       | 57.499185, 18.486888 | 10095800790001 | Ladda upp en till bild av detta fornminne |
| Roma 79:2                | Husgrund, förhistorisk/medeltida |              | Roma, Gotland       |       | 57.499827, 18.487293 | 10095800790002 | Ladda upp en till bild av detta fornminne |
| Halla 47:1               | Stensättning                     |              | Roma, Gotland       |       | 57.492914, 18.493376 | 10093000470001 | Ladda upp en bild av detta fornminne      |